# Fukushima Masanori
Masanori Fukushima (福島正則, Fukushima Masanori, 1561-26 août 1624) est un daimyo au service de Hideyoshi Toyotomi au Japon à la fin de l'époque Sengoku et au début de l'époque Azuchi Momoyama.
Il combat lors de la bataille de Shizugatake en 1583 et devient une des « sept lances de Shizugatake ».

## Biographie
Fukushima Masanori, ou « Ichimatsu », nom sous lequel il est d'abord connu, naît dans la province d'Owari, fils de Fukushima Masanobu. Il serait le cousin de Toyotomi Hideyoshi. Son premier engagement au combat a lieu lors de l'assaut du château de Miki dans la province de Harima et, à la suite de la bataille de Yamazaki, il reçoit une allocation de 500 koku.
À la bataille de Shizugatake en 1583 (ère Tenshō 11), Masanori a l'honneur de prendre la première tête, celle du général ennemi Ogasato Ieyoshi et reçoit une augmentation de 5 000 koku de son allocation pour ce fait d'armes (les six autres « lances » reçoivent chacun 3 000 koku).
Masanori participe à de nombreuses campagnes de Hideyoshi ; c'est après l'expédition de Kyūshū cependant qu'il est fait daimyō. Lorsqu'il reçoit le domaine d'Imabari, dans la province d'Iyo, son revenu est estimé à 110 000 koku. Peu après, il prend part à la campagne de Corée. Masanori reçoit encore une distinction à la prise de Ch'ongju.
À la suite de participation à la campagne coréenne, Masanori prend part à la poursuite de Toyotomi Hidetsugu. Il est à la tête de 10 000 hommes en 1595, cerne le Seigan-ji au mont Koya et attend jusqu'à ce que Hidetsugu se suicide. Une fois Hidetsugu mort, Masanori reçoit une autre augmentation de 90 000 koku de son allocation ainsi que le domaine de Kiyosu, ancien han de Hidetsugu, dans la province d'Owari, devenant ainsi, avec un total de 498 000 koku un daidaimyo (大大名, grand seigneur).
Masanori est aux côtés de Tokugawa Ieyasu à la bataille de Sekigahara, assurant ainsi la survie de son domaine. Malgré cela, il perd ensuite toutes ses propriétés, à cause d'un différend avec le shogun Ieyasu (qui, officiellement, ne lui pardonne pas d'avoir agrandi son château de Hiroshima), et il termine sa vie en semi-exil, de 1619 à 1624, dans la province de Shinano (nord de l'actuel département de Nagano), recevant le petit domaine de Takai-no (seulement 45 000 koku autour du village de Takayama). À sa mort, ayant été incinéré rapidement dans l'enceinte-même de sa demeure (en raison de la chaleur de l'été 1624), et ceci avant l'arrivée de l'inspecteur du shogunat qui devait constater son décès, il est refusé à ses descendants de régner sur le petit domaine de Takai-no. Mais, étant donné les mérites passés de Masanori, ses descendants sont autorisés à occuper, à titre exceptionnel, la fonction de hatamoto au service des shoguns Tokugawa.
Sa sépulture se trouve dans l'enceinte du temple Genshōin (岩松院) à Obuse, un bourg voisin du village de Takayama (Nagano).